# 永寧縣 (桂州)
永寧縣，五代十國後梁時，馬楚改豐水縣為永寧縣，屬桂州。宋熙寧四年廢為鎮入荔浦縣，元祐元年復置永寧縣。南渡後無永寧縣。在今廣西省荔浦縣。